# Canon Rodman

Dessin comparatif d'un columbiad 8 pouces Modèle 1844 et d'un "Rodman" 10 pouces Modèle 1861. Le magasin à poudre du modèle ancien est encadré en rouge.

Le canon Rodman est un type de columbiads de la guerre de Sécession, conçu par l'artilleur de l'Union Thomas Jackson Rodman (1815–1871). Ces pièces d'artillerie lourde étaient conçues pour tirer aussi bien des boulets que des obus ; elles étaient destinées aux batteries côtières. Elles ont été coulées en calibres de 8 pouces, 10 pouces, 13 pouces, 15 pouces et un de 20 pouces. Hormis la taille, les canons étaient de conception identique, de forme tronconique, dotés d'une grande cascabelle aplatie avec une roue dentée pour rectifier la hausse. Contrairement aux autres columbiads, les canons Rodman étaient dépourvus de magasin à poudre de type obusier ; mais leur principale différence avec les pièces d'artillerie antérieures tenait au fait que leur canon était alésé dans la masse : le développement de cette technique permit à Rodman d’obtenir des canons en fonte beaucoup plus résistants que leurs prédécesseurs.

## Coulée en creux

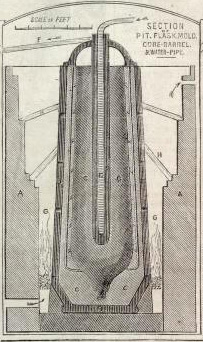
Gravure montrant la coulée d'un canon par la technique de coulée à noyau de Rodman. On voit le moule dans le puits de coulée, la coquille en fonte et le fourneau, enfin le noyau.

Traditionnellement, les canons étaient fondus en une pièce, la perce du canon étant exécutée après coup par usinage selon le procédé Maritz. Avec cette méthode traditionnelle, les canons se refroidissaient de l'extérieur vers l'intérieur ; or les pièces coulées développent du retrait en se refroidissant. Les couches concentriques de métal se contractent en se solidifiant, repoussant progressivement le métal encore en fusion vers le centre, ce qui crée des vides (dits « retassures ») et des fissures de retrait. Le filetage du noyau permettait bien de limiter la création de vides, mais les contraintes résiduelles dans la fonte étaient toujours des tensions. Rodman imagina un moyen de fondre les canons en refroidissant la fonte de l'intérieur vers l'extérieur, de sorte qu'en se refroidissant, le métal développait des contraintes résiduelles de compression, et non de tension : cela donnait des canons beaucoup plus résistants.
Dans le procédé de coulée Rodman, on plaçait préalablement un noyau faisant radiateur à l'intérieur du moule. C'était un tube étanche en fonte, obturé à son extrémité inférieure, contenant un second tube ajouré à son extrémité inférieure, destiné à recevoir le liquide caloporteur (de l'eau, en l'occurrence). Tandis que le fer en fusion était versé dans le moule, on refoulait de l'eau par la nourrice depuis le fond du noyau. L'eau débordait à la surface supérieure du noyau formant un courant continu pour refroidir le métal. Pour assurer que le canon se refroidît bien de l'intérieur vers l'extérieur, un fourneau chauffait au rouge l'extérieur du moule du canon. Pour une columbiad Rodman de 8 pouces, on extrayait le noyau environ 25 heures après la coulée en maintenant la circulation d'eau de refroidissement dans le vide ainsi laissé pendant encore 40 heures. Il fallait ainsi plus de 200 m3 d'eau pour exécuter ce procédé. Pour les plus gros calibres, la durée de refroidissement et la consommation d'eau étaient naturellement supérieures.
Après refroidissement du canon, on passait à l'usinage. L'intérieur du canon était usiné au bon calibre, le parement extérieur était ébavuré et égalisé par usinage, les pivots étaient usinés sur un tour à tourillon et enfin l'on perçait le fût.
Les columbiads ne furent pas le seul modèle de canon coulés par le procédé Rodman. Les obusiers Dahlgren de 15 pouces destinés à l'U.S. Navy étaient aux aussi fondus. Un canon de 508 mm coulé en creux, sans doute un peu différent de ceux de l'U.S. Army, fut vendu au Pérou.
Les canons Rodman étaient coulés à la fonderie de Fort Pitt, à Pittsburgh (Pennsylvanie), ; à la fonderie Scott de Reading (Pennsylvanie) ; dans les ateliers Cyrus Alger & Co. de Boston (Massachusetts) et à la fonderie de West Point, à Cold Spring (New York).

## Production et opération
Les canons Rodman étaient tous de d'une même facture, de forme tronconique à la culasse arrondie ; la seule différences concernait leur taille. Ils avaient tous une âme à canon lisse, leur permettant de tirer aussi bien des boulets sphériques que des obus (surtout contre les navires). On rectifiait la hausse au moyen d'un levier dit « manette de hausse » (elevating bar). Cette manette entraînait une crémaillère à roue dentée, ou un cliquet pour les derniers modèles. Le point d'appui du levier était une pièce en fonte qui s'ajustait sur la traverse arrière de l’affût. Cette pièce comportait plusieurs entailles permettant d’ajuster la position de la manette de hausse.
Il semble qu'un seul canon Rodman de 13 pouces ait été construit, mais il fut mis en service. Deux canons Rodman de 20 pouces (508 mm) armaient le fort Hamilton, à New York. Un 20 pouces plus trapu, de technologie Rodman, fut fondu pour armer l’USS Puritan (1864).
Les autres canons Rodman, plus petits, équipèrent les batteries côtières des États-Unis : plus de 140 canons ont été conservés et on peut en voir un peu partout le long des côtes américaines. Il fallait huit servants pour charger un canon Rodman de 10 pouces, et 12 hommes pour une pièce de 15 pouces.
|                   | Longueur | Poids       | Charge  | Boulet    | Obus    | Portée                |
| ----------------- | -------- | ----------- | ------- | --------- | ------- | --------------------- |
| M. 1861 8 pouces  | 119.5”   | 8 465 lb.   | 10 lb.  | 65 lb.    | 50 lb.  | 3 500 m à 30° (obus)  |
| M. 1861 10 pouces | 136.7”   | 15 509 lb.  | 15 lb.  | 128 lb.   | 102 lb. | 4 400 m. à 30° (obus) |
| M. 1864 13 pouces | 177.6”   | 3 271 lb.   | 30 lb.  | 283 lb.   | 218 lb. | ---                   |
| M. 1861 15 pouces | 190”     | 49 909 lb.  | 40 lb.  | 400 lb.   | 352 lb. | 4 600 m. à 30° (obus) |
| M. 1864 20 pouces | 243.5”   | 115 200 lb. | 200 lb. | 1 080 lb. | 750 lb. | 7 300 m. à 25° (shot) |

Canons Rodman (suite)
|                   | Effectif produit | Année de production | Exemplaires conservés | Fonderie                                                             | Poids Affût à articulation avant | Poids Affût à articulation centrale |
| ----------------- | ---------------- | ------------------- | --------------------- | -------------------------------------------------------------------- | -------------------------------- | ----------------------------------- |
| M. 1861 8 pouces  | 213              | 1861- 1865          | 56                    | Fort Pitt Foundry Scott Foundry West Point Foundry                   | 4 899 lb.                        | 4 539 lb.                           |
| M. 1861 10 pouces | 1,301            | 1862- 1867          | 99                    | Fort Pitt Foundry Scott Foundry West Point Foundry Cyrus Alger & Co. | 5 031 lb,                        | 4 626 lb.                           |
| M. 1864 13 pouces | 1                | 1864                | 0                     | ---                                                                  | ---                              | ---                                 |
| M. 1861 15 pouces | 323              | 1861- 1871          | 25                    | Fort Pitt Foundry Scott Foundry Cyrus Alger & Co.                    | 22 800 lb.                       | 21 250 lb.                          |
| M. 1864 20 pouces | 2                | 1864- 1869          | 2                     | Fort Pitt Foundry                                                    | 36 000 lb.                       | NA                                  |

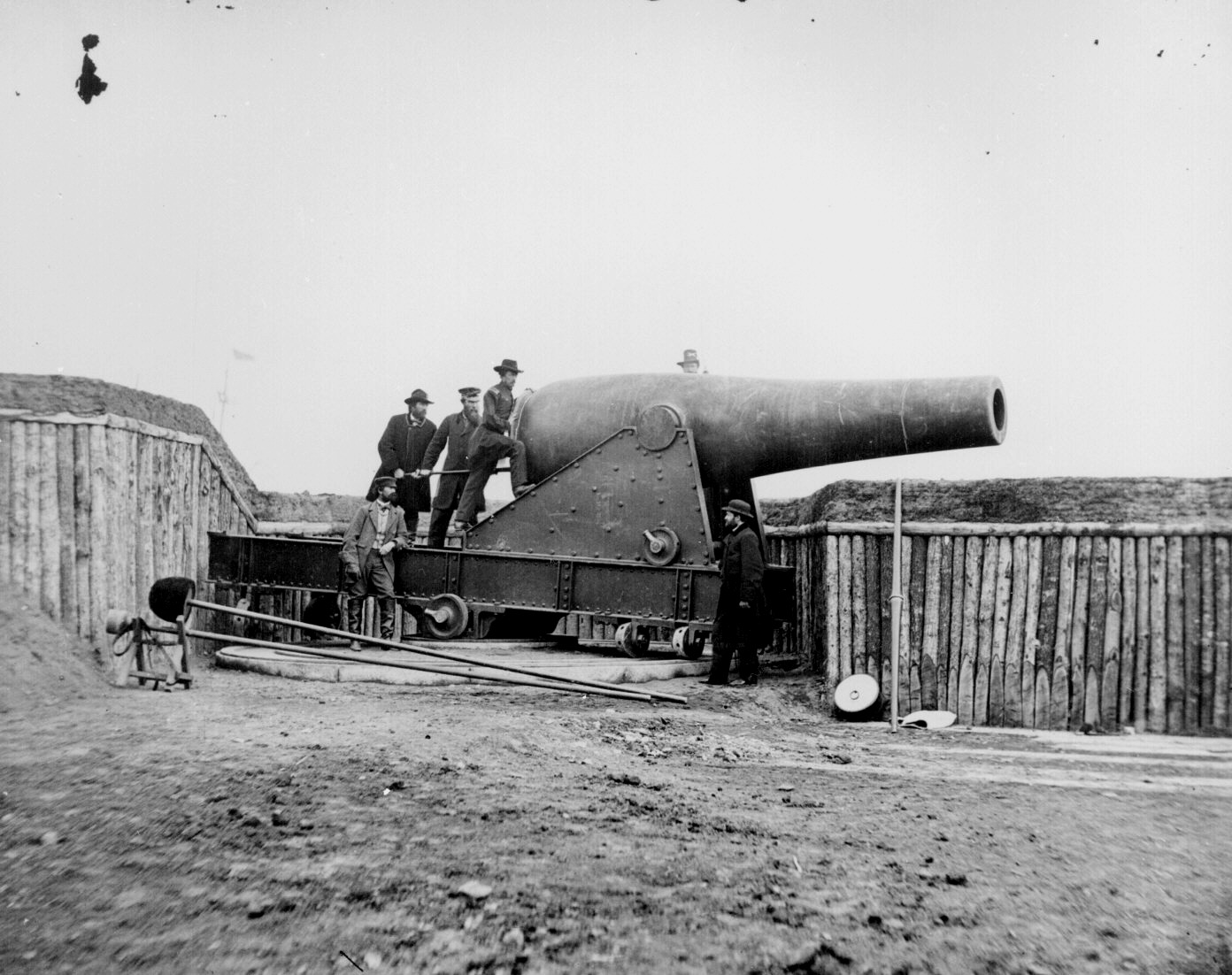
Photo du canon Rodman de 15 pouces à Battery Rodgers, Alexandria, VA.
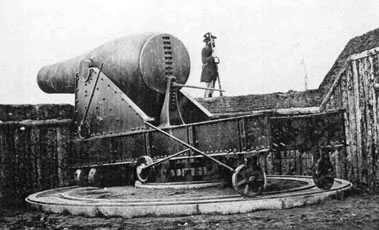
Autre photo du canon Rodman de 15 pouces de la batterie Rodgers. Elle montre nettement le mécanisme de hausse et la partie centrale de l'affût.
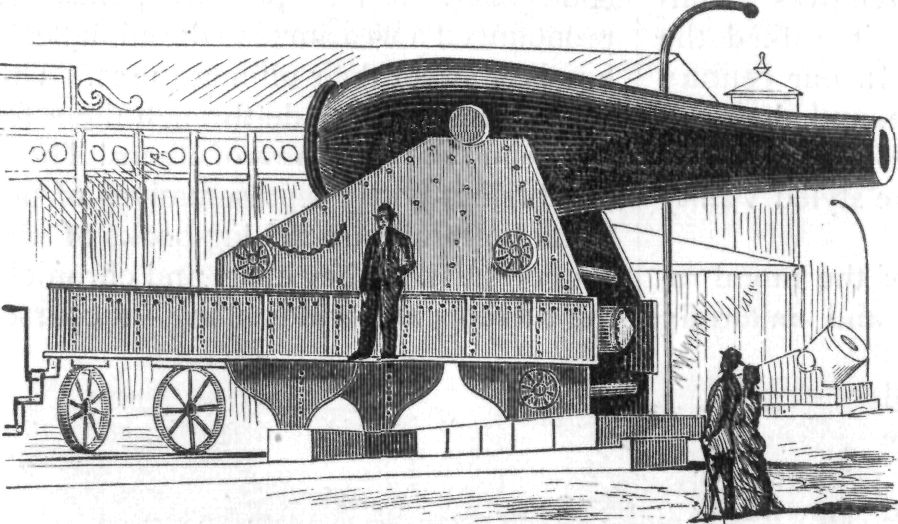
Un canon Rodman de 20 pouces lors de l’Exposition universelle de 1876 à Philadelphie. Ces gros canons coulés en creux étaient alors une vitrine de l'industrie américaine.
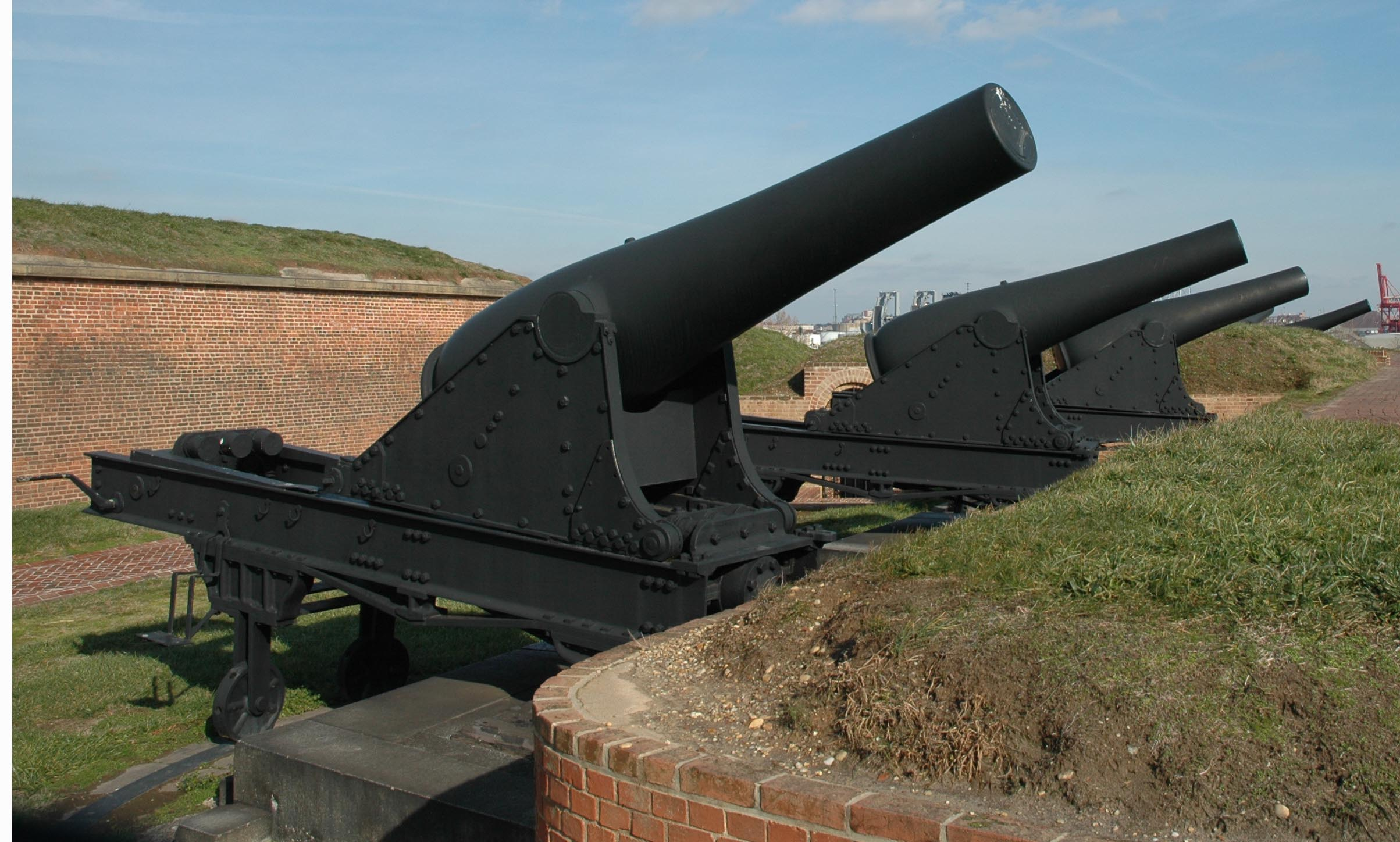
Un canon Rodman de 8 pouces à âme rayée de Fort McHenry (Maryland). L'affût est de facture postérieure.
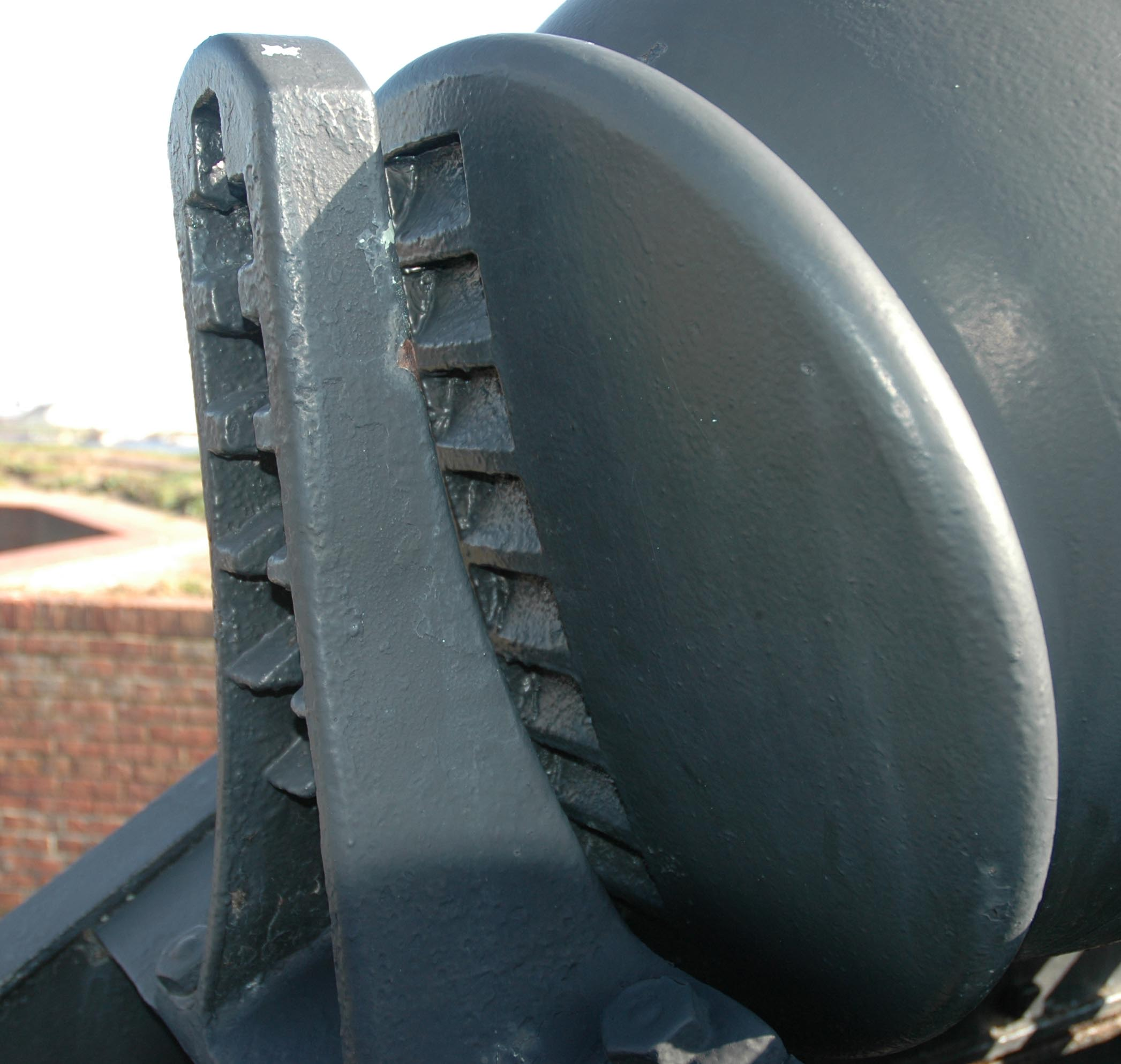
Photo de la cascabelle d'un canon Rodman de 8 pouces à âme rayée de fort McHenry, montrant la crémaillère de hausse des premiers modèles.
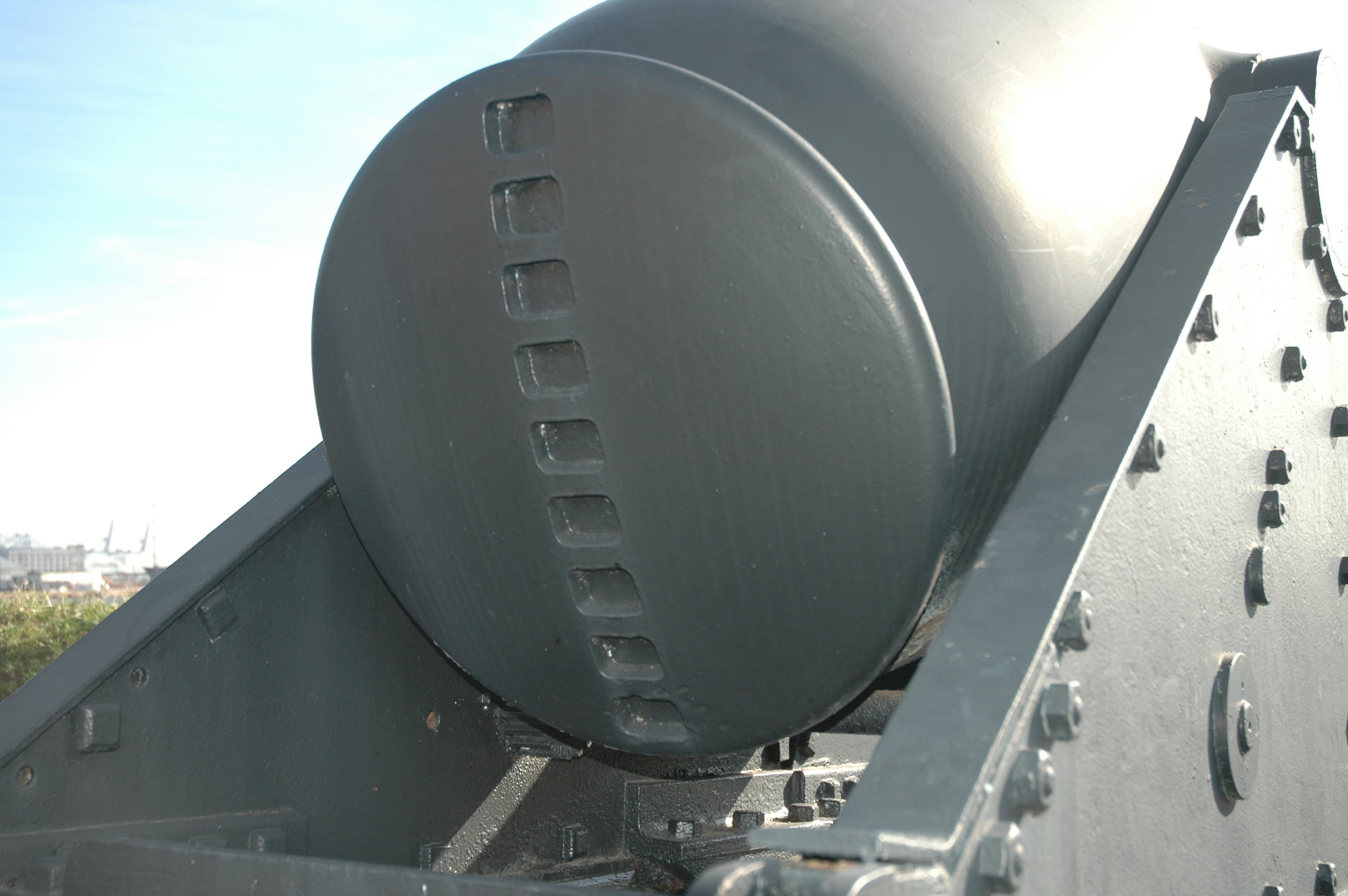
Gros plan sur la cascabelle d'un canon Rodman de 8 pouces à âme rayée de fort McHenry : on voit le cliquet de hausse caractéristique des derniers modèles. Ce canon a perdu le bossage du levier de hausse.

## Affût
Les canons Rodman étaient montés sur trois types d’affût : affût avec pivot avant, affût à pivot central et barbette, et un affût à casemate. Ces trois types d’affût, de conception similaire, étaient en fer forgé, et la partie supérieure était assujettie par deux rails au châssis, afin de guider le mouvement de recul. Le châssis pouvait pivoter afin de tirer le train à droite ou à gauche.
L’affût à barbette permettait de tirer depuis un parapet : il équipait les fortifications permanentes ou temporaires. L’affût avec charnière avant pivotait par l'avant du châssis, ce qui réduisait l'encombrement de cette arme, qu'on pouvait démonter pour la mettre à l'abri d'embrasures et faciliter le pointage. L’affût à pivot central permettait un pointage à 360° ; il était aussi plus solide pour les canons tirant avec de fortes hausses car le pivot était sous la culasse.
L’affût à casemate était destiné aux fortifications permanentes. C'était essentiellement un affût avec pivot avant, dont le pivot était scellé dans la maçonnerie, sous l'embrasure ; les bogies de l'affût étaient guidés sur des rails circulaires. Une languette connectait le châssis au pivot. L’affût à casemate était moins haut que l’affût à barbette.
On pouvait monter les canons Rodman de 205 et 255 mm sur n'importe lequel des trois types d’affût. Les deux canons de 508 mm étaient montés sur un affût à barbette à pivot avant.

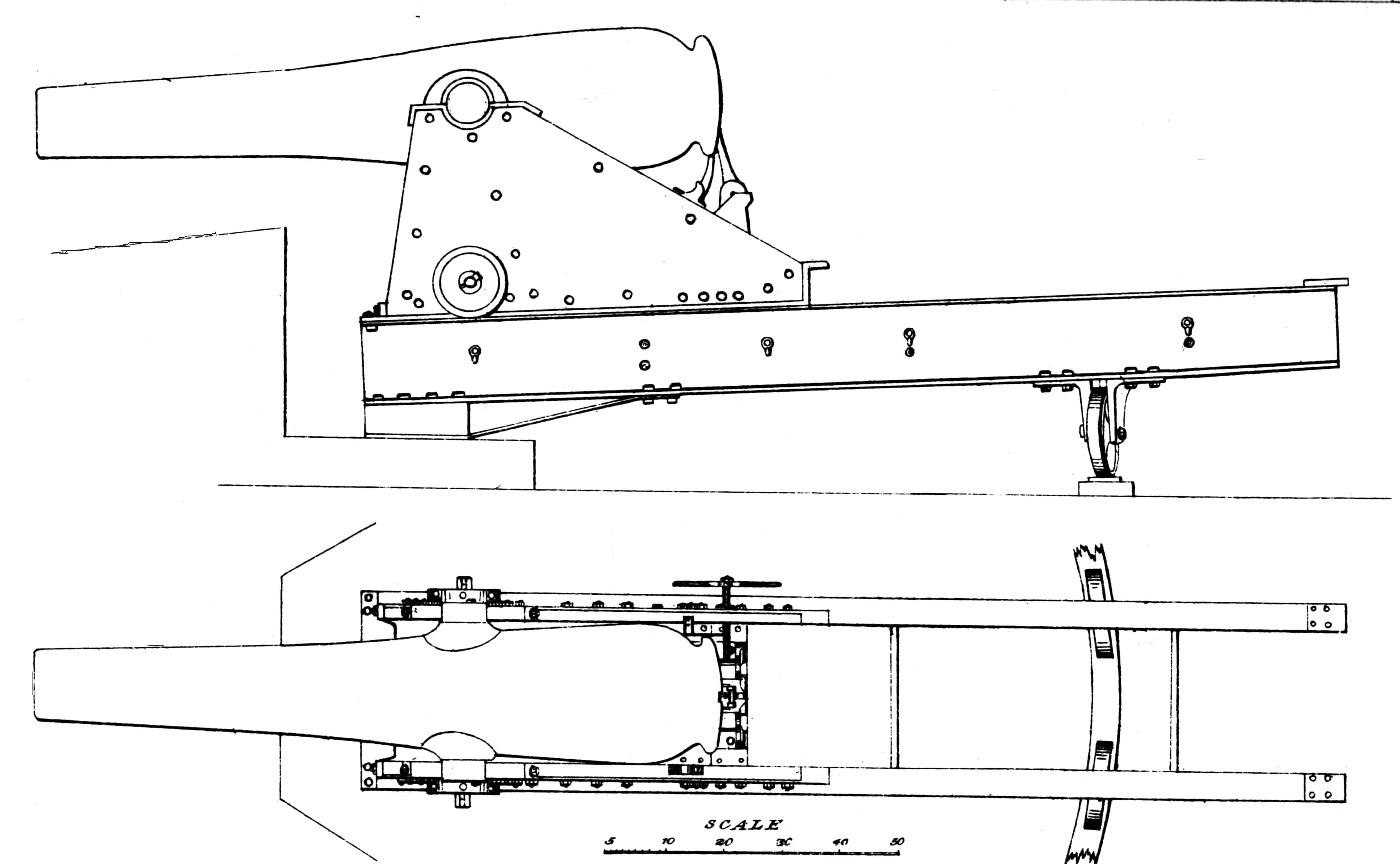
Dessin d'époque représentant un canon Rodman sur un affût à barbette.
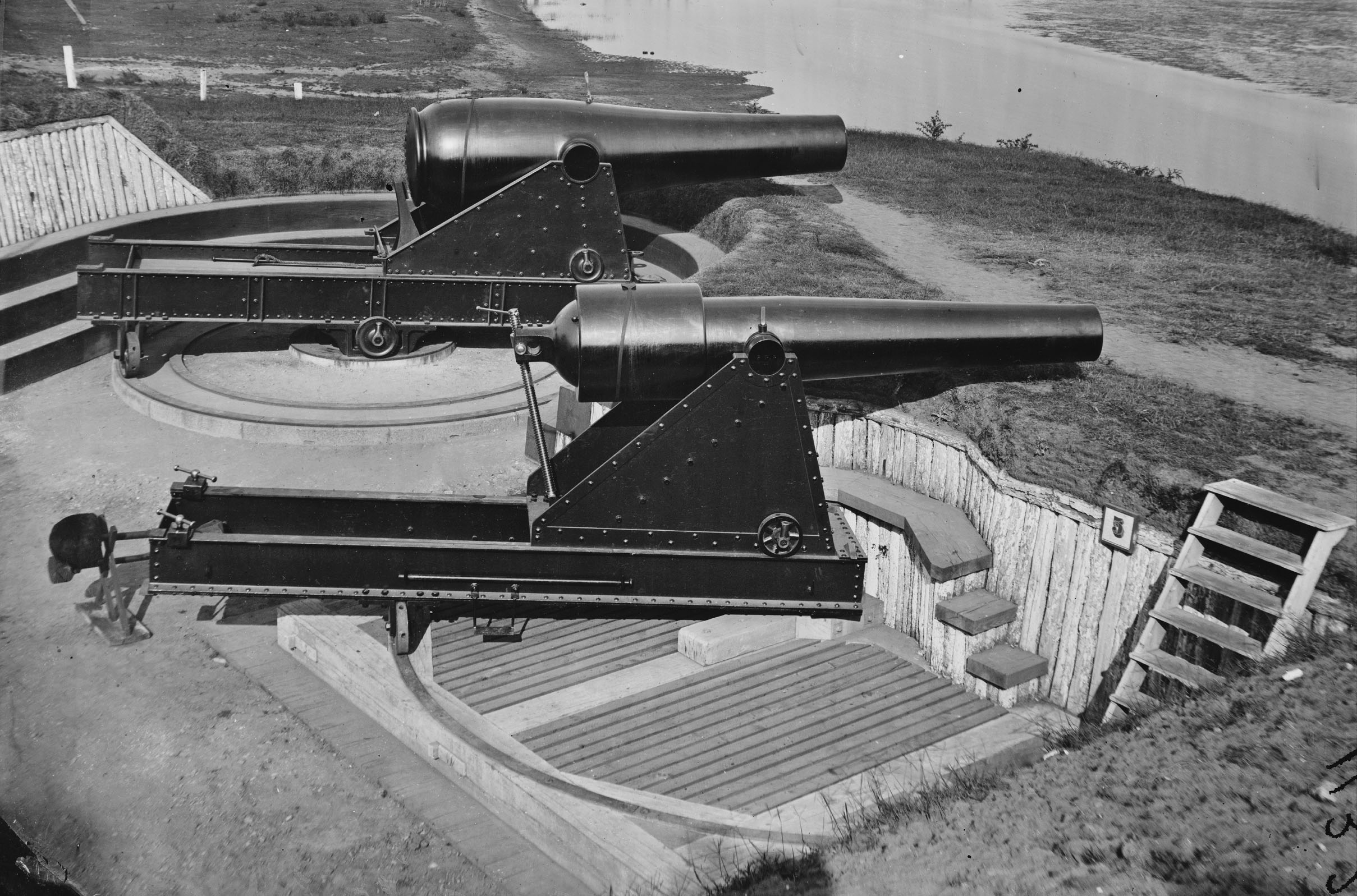
Photo d'époque de la batterie Rodgers à Alexandria (Virginie) d'un canon Rodman de 380 mm monté sur un affût à barbette (arrière-plan) et un obusier Parrott de 205 mm monté sur un affût à barbette[6] (premier plan).
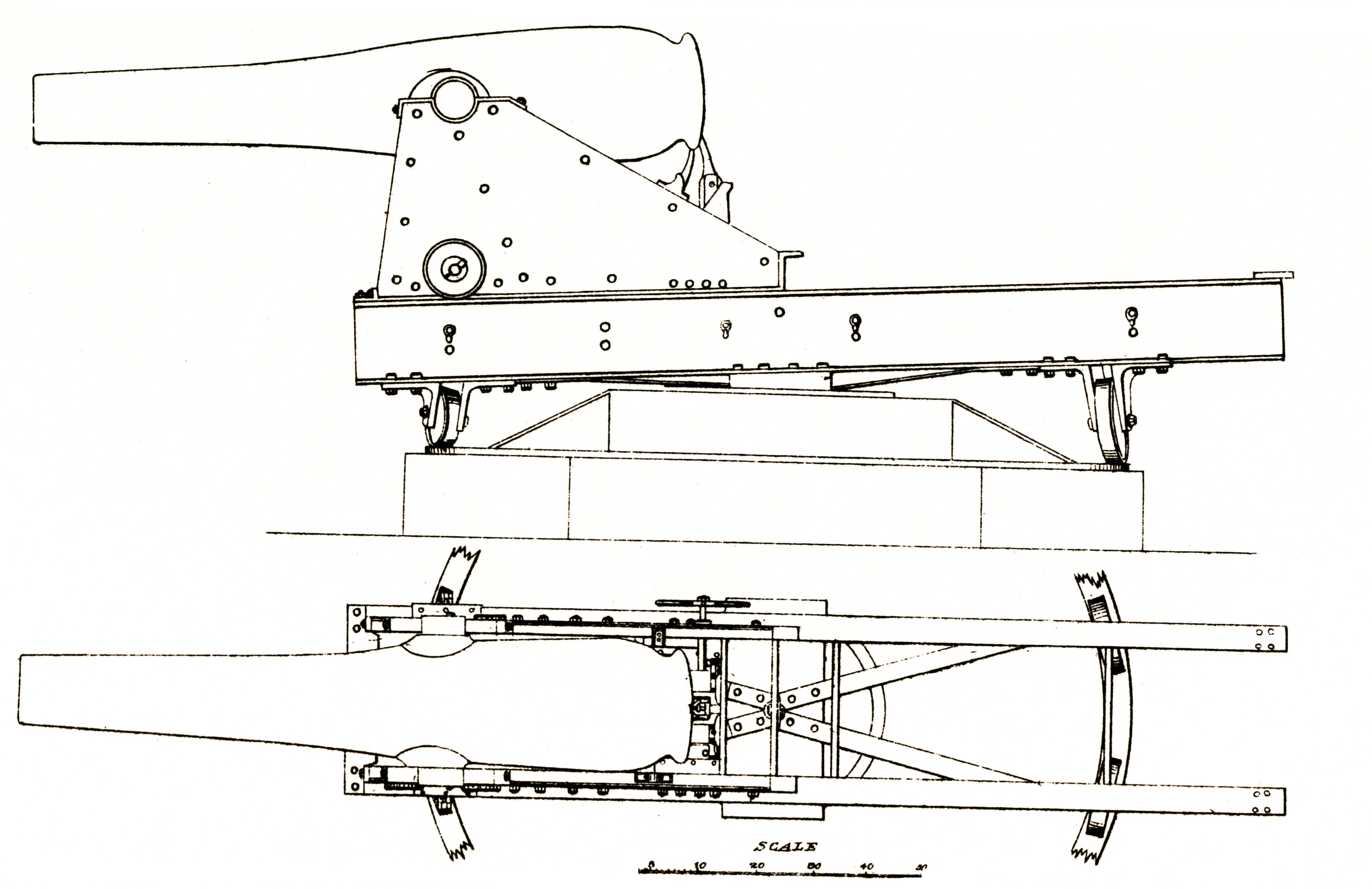
Dessin d'époque représentant un canon Rodman sur un affût à barbette.
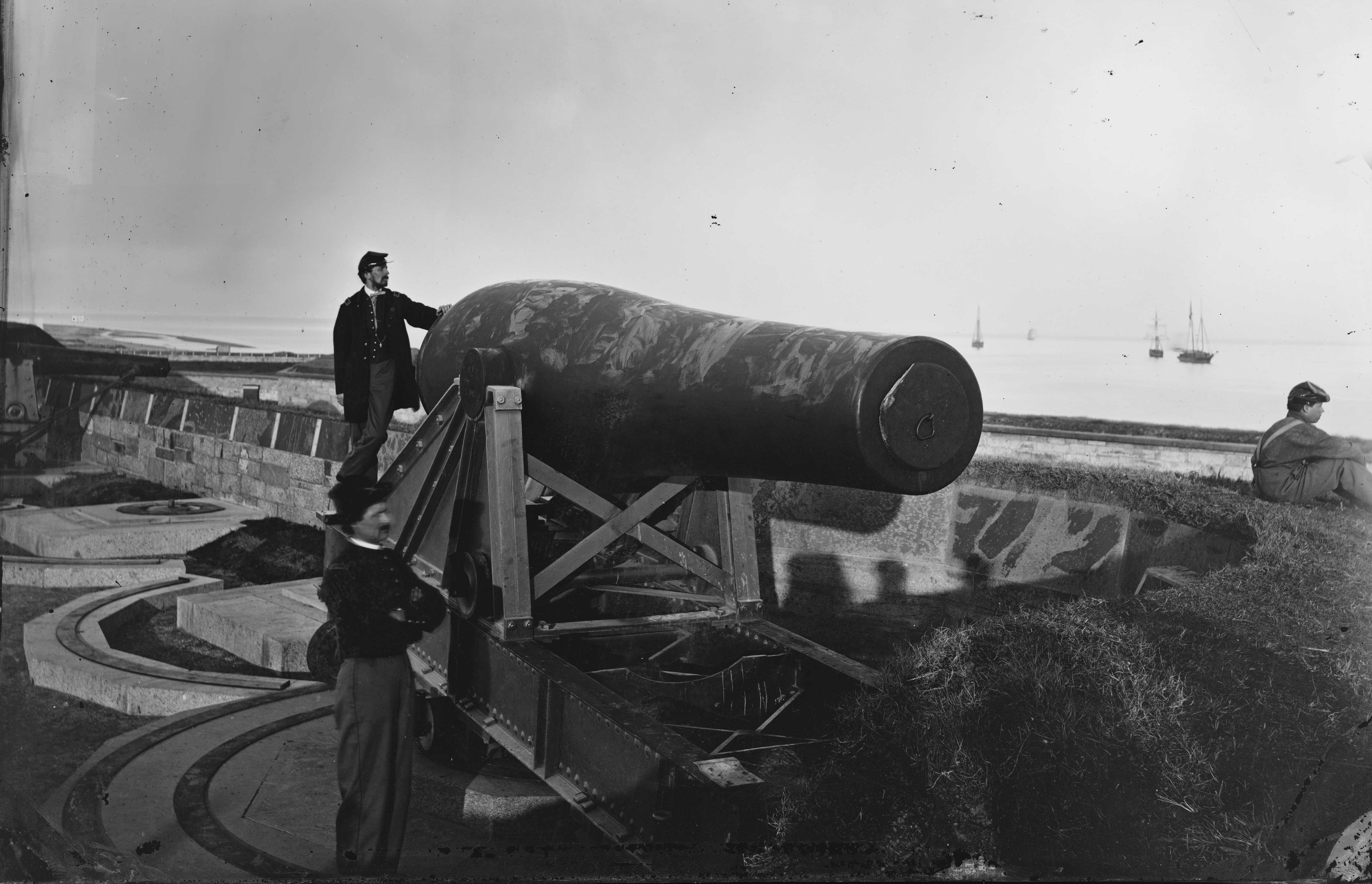
Photo d'époque d'un canon Rodman de 380 mm monté sur un affût à barbette à Fort Monroe, Virginie.
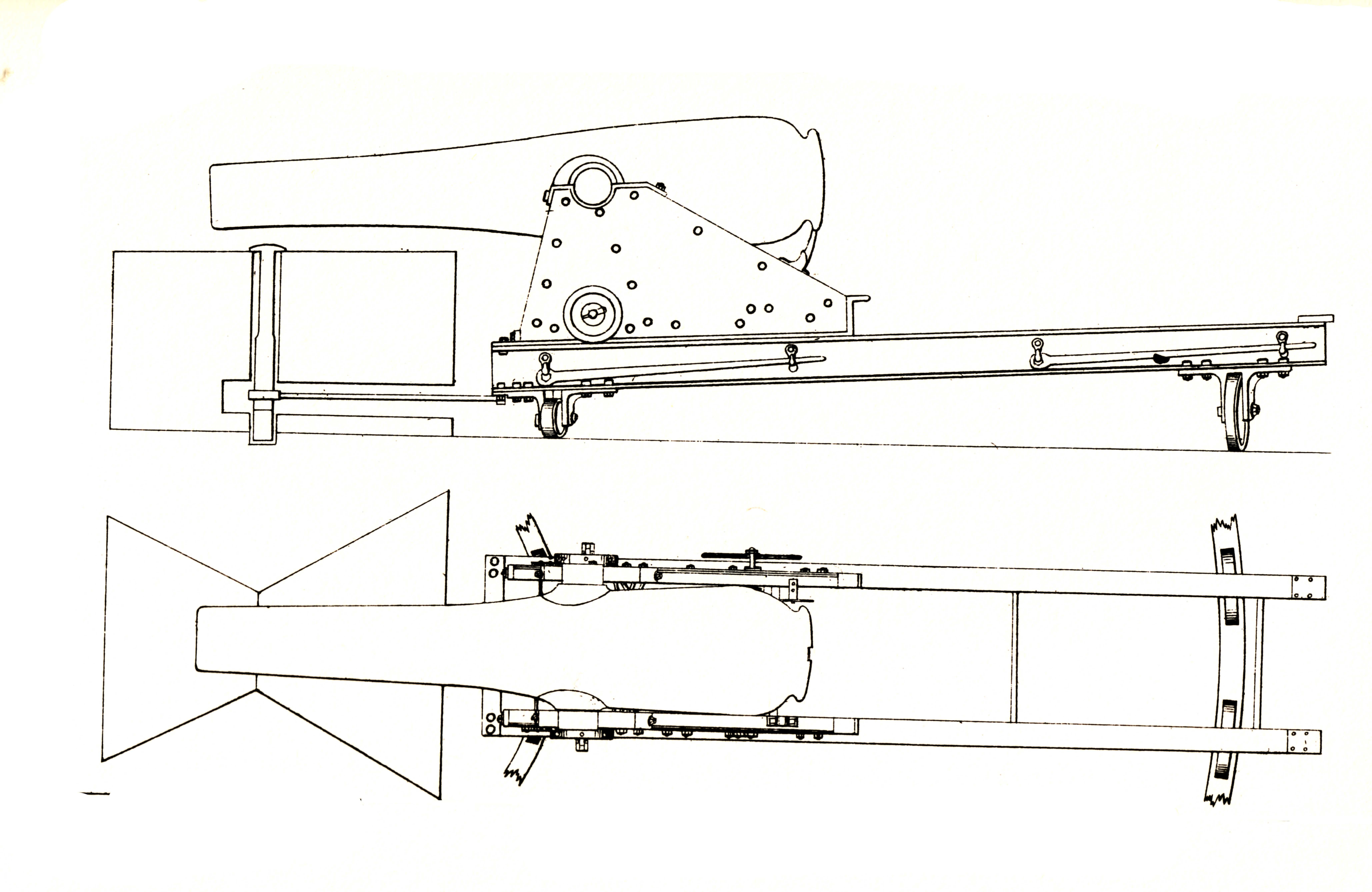
Dessin d'époque représentant un canon Rodman sur un affût de casemate.
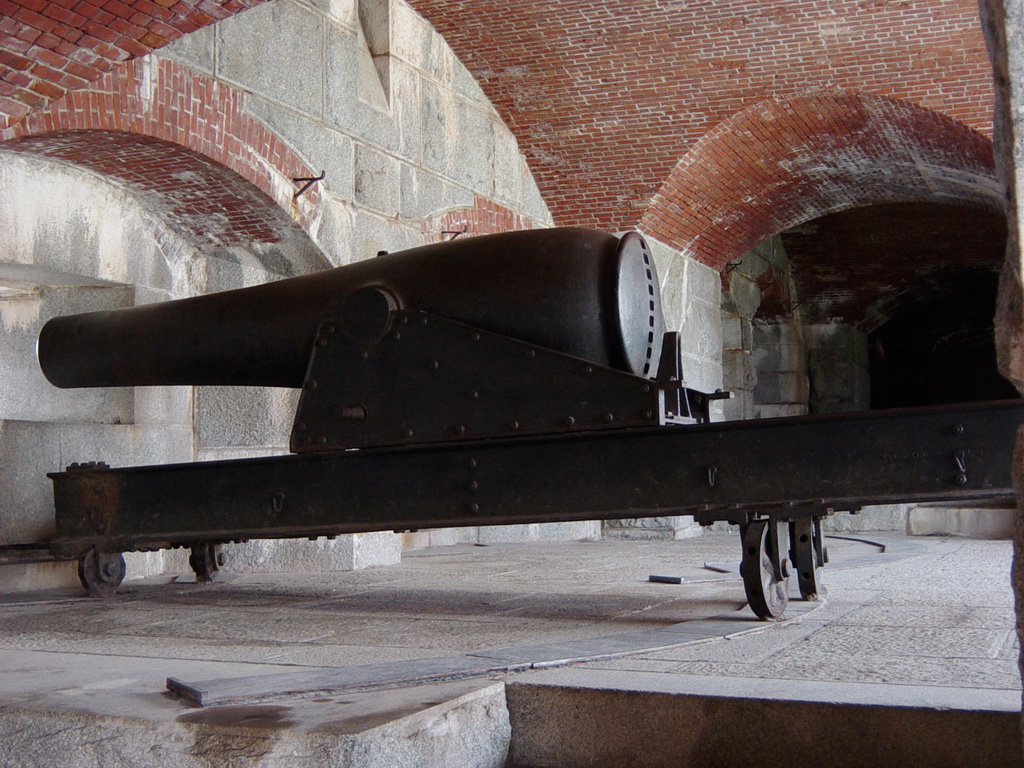
Photo d'un canon Rodman sur un affût de casemate à Fort Knox (Maine).

## LeRodmanen action
Les canons Rodman n'ont que très peu servi au cours de la guerre de Sécession. Ce sont sans doute deux columbiads Rodman de 255 mm qui ont fait feu en 1864 et 1865 dans l'attaque de l'Union contre fort Sumter : il est en effet probable, compte tenu de l'année, que ces pièces étaient des Rodman. Les autres allusions à des tirs de canons de 8 et 10 pouces correspondent aussi, pour la même raison, à des Rodman. Les canons Rodman de 15 pouces (380 mm) ne furent jamais utilisés pour le tir offensif, mais ils furent largement déployés jusqu'à leur remplacement dans le cadre du programme de fortification Endicott, entre 1895 et 1905. En pratique, les pièces Rodman de 20 pouces (508 mm) n'ont fait feu qu'à huit reprises.

## LesRodmanà canon rayé
Au cours de la guerre de Sécession et dans les années suivantes, on essaya en vain de couler des Rodman à canon rayé : des 12 pouces en 1861, un 8 pouces en 1862 et un autre 12 pouces en 1868. Mais Robert Parker Parrott, à la fonderie de Cold Springs, voisine de l'Académie militaire de West Point, se servit du procédé Rodman de refroidissement à l'eau du noyau pour fondre de grosses pièces d'artillerie (obus de 200, 300 et 400 livres) à canon rayé. Les canon Parrott à canon rayé, coulés par le procédé Rodman portaient l'inscription WC pour les différencier des canons fabriqués par le procédé classique : on les utilisa surtout à bord des vaisseaux de guerre, surtout les plus gros bâtiments de la classe Monitor.
Dans les années 1870 et 1880, les efforts se portèrent sur la conversion des canons Rodman de 255 mm en pièces de 210 mm à canon rayé. Une première méthode consistait à insérer un chemisage en fer forgé (par la suite remplacé par de l'acier) dans l'âme ; l'autre technique consistait à tarauder l'intérieur du canon pour y visser un canon rayé intérieur, bloqué par des boulons périphériques. Ces derniers modèles sont bien reconnaissables à leur cascabelle carrée portant l'orifice du boulon de serrage.
Bien que le calibre de 210 mm rayé ait été déployé à grande échelle dans les forts des années 1870, ces modifications attisaient la défiance et passaient pour des pis-aller, jusqu'à l'arrivée des premiers canons rayés modernes.

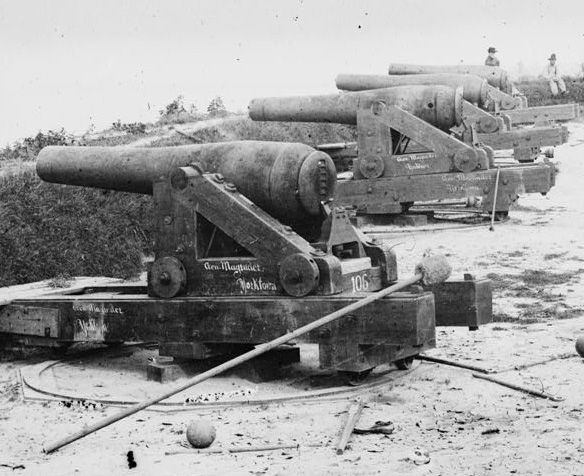
Une pièce de 205 mm à Yorktown (Virginie).
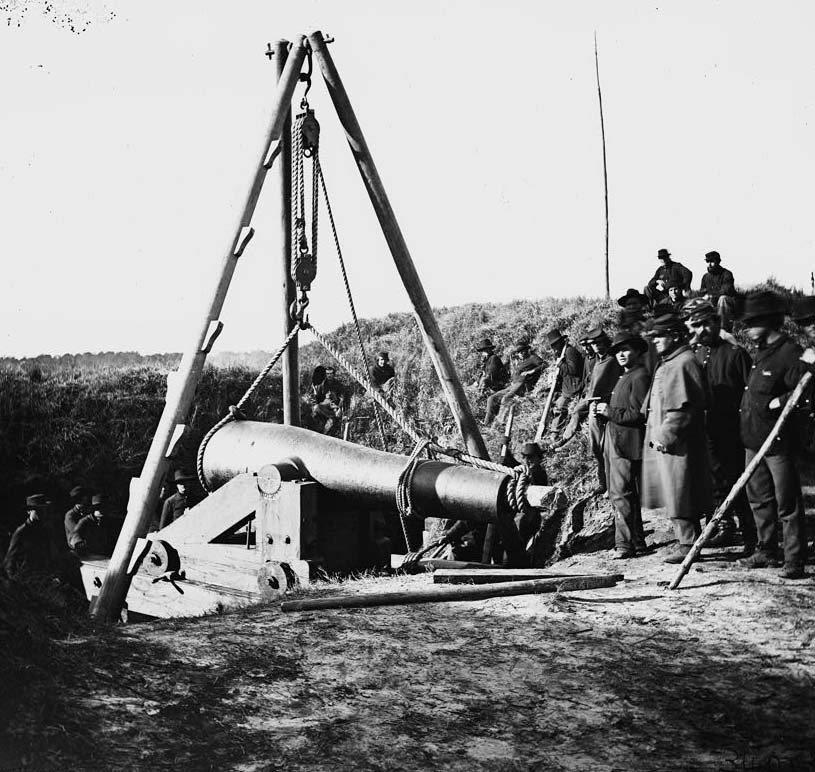
Artilleurs de l'Union s'emparant d'une pièce de 205 mm à fort McAllister, en Géorgie.
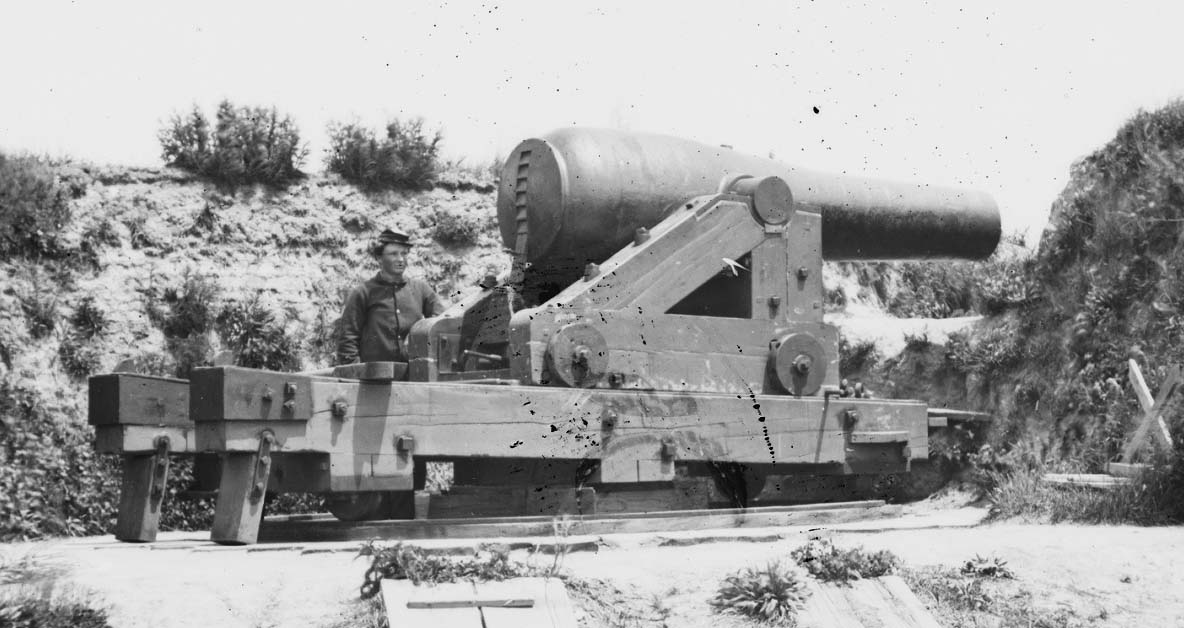
Une pièce confédérée de 255 mm à fort Darling (Virginie).

## LesRodmandes Confédérés
En 1859, Joseph R. Anderson, directeur des Tredegar Iron Works de Richmond et Junius L. Archer, directeur de la Bellona Foundry de Midlothian (Virginie) refusèrent de convertir leurs ateliers à la technique de coulée en noyau Rodman. Ces deux usines, les seules de la future Confédération sudiste, perdirent ainsi le contrat de fourniture en columbiads de l'U.S. Army.
Les Confédérés se trouvèrent donc dotés de canons de 205 et de 255 mm ayant seulement l'aspect de canons Rodman, mais qui étaient en fait coulés d'une pièce puis alésés : un examen attentif des columbiads des Confédérés révèle en effet un profil en « cylindre droit » au niveau des tourillons et de la culasse alors que le profil des canons Rodman affecte une courbure continue. Les pièces sudistes présentaient des tourillons allongés qui permettaient de les monter sur des affûts massifs en bois, alors que les canons de l'Union étaient montés sur des affûts en fer, aux flancs plus minces, nécessitant des tourillons moins longs. Enfin les canons de la Confédération, qui ne bénéficiaient d'aucun usinage de finition, étaient reconnaissables à leur surface brute et grumeleuse.
Enfin le 14 novembre 1864 puis le 20 février 1865, Anderson parvint à couler deux columbiads Rodman de 305 mm ; mais déjà le conflit touchait à sa fin et ces armes ne furent jamais montées sur affût.

## Les fauxRodman
Les canons de campagne de 3 pouces et le canon de 4,5 pouces sont souvent pris à tort pour des Rodman, or le premier est un canon en fer forgé assemblé par martelage, tandis que le second était coulé par le procédé conventionnel (sans refroidissement du noyau).
Cette confusion ne s'est pas limitée aux amateurs ignorants d'artillerie. Au mois de novembre 1864, le général de l'Union J. M. Brannan, commandant l'artillerie du department de Cumberland, affirme que les forts de Chattanooga sont défendus par des pièces Rodman de calibre de 3 et 4,5 pouces ; le premier Lieutenant Henry S. Hurter of the 1st Minnesota Light Artillery Battery écrit dans un rapport à l'adjudant-général du Minnesota, Oscar Malmros : « On the 5th of March captain Clayton exchanged the old guns, two 12-pound howitzers, and two 6-pound rifled guns, caliber 3.67, for four new rifled 3-inch Rodman’s guns ». La lettre est datée du 11 novembre 1864 en Géorgie.